# Frau Jenny Treibel
Frau Jenny Treibel oder „Wo sich Herz zum Herzen find’t“ is een roman van de Duitse schrijver Theodor Fontane uit 1892. Reeds snel na het verschijnen van het boek was het geliefd bij het lezerspubliek en critici. Tot op de dag van vandaag is het boek een populair werk uit de Duitse literatuurgeschiedenis.
Het verhaal dat in het boek verteld wordt, heeft het karakter van een komedie. Belangrijke thema's in het verhaal zijn bezit en het daarmee verbonden maatschappelijk aanzien en bezit ten overstaande van kennis. Tevens gaat het werk over poëzie en over echte en valse gevoelens.

## Beknopte samenvatting
Deze roman draait om twee Berlijnse families: de familie Treibel, die tot de hogere sociale klasse hoort en bestaat uit de Kommerzienrat Treibel (Duitse titel), zijn vrouw Jenny Treibel en hun twee zoons Otto en Leopold. De andere familie is die van professor Wilibald Schmidt, die samenwoont met zijn dochter Corinna. De band tussen deze twee families bestaat al sinds jaren.
Toen Wilibald nog studeerde was hij de stille aanbidder van Jenny, die de dochter is van Wilibalds landheer. Deze bezat een kleine winkel. Wilibald schreef zelfs een gedicht voor Jenny, waarin hij haar zijn liefde verklaarde. Ofschoon het gedicht van een middelmatige kwaliteit was, bereikte het toch een effect, namelijk dat Jenny het vanwege Wilibalds setimentalisme nog vaak noemt. Het gedicht had echter een tegengestelde uitwerking.
Wilibald zou graag zien dat zijn dochter trouwt met haar neef Marcell, een veelbelovende archeoloog in opleiding. Deze durft haar echter geen huwelijksaanzoek te doen. Corinna heeft, als intelligente en onafhankelijke vrouw, echter ook andere plannen: zij wil de kleine wereld waarin ze nu leeft verlaten. Het sociale verkeer met de andere 'professorsvrouwen' vindt ze erg saai en ook het verbeteren van de schoolschriftjes van haar vader biedt haar weinig afleiding.
Corinna besluit om met Leopold Treibel te trouwen. Ze gelooft dat aanzien en materiële welvaart de beste garantie zijn voor een gelukkige toekomst en daarom zet ze alles op alles om de aardige, maar goedgelovige Leopold in de val te lokken. Ze gooit al haar charmes in de strijd om indruk te maken, maar ten slotte, na twee avondjes en een feest, lukt het haar om Leopold voor zich te winnen. In het geheim komt het tot een verloving.
Corinna heeft echter niet op haar schoonmoeder in spe (Jenny) gerekend. Zij is namelijk buiten zichzelf van woede, daar ze voor Leopold een vrouw van rijkere komaf in gedachte had, in plaats van een dochter van een professor. Ze gaat direct tot actie over en legt haar zoon een uitgaansverbod op. Tegelijkertijd nodigt Jenny Hildegard Munk uit om naar Berlijn te komen en deze aan haar zoon voor te stellen. Munk is de zuster van Otto's vrouw. Corinna en Leopold houden echter wel contact per brief.
De beide vaders houden zich in deze gespannen situatie relatief terughoudend. De heer Treibel omdat hij bezig is met het organiseren van zijn verkiezingscampagne en de professor omdat hij gelooft, dat de tegenstand van Jenny zal afnemen. Per slot van rekening heeft zij reeds 30 jaar geleden vóór hem gekozen en tegen Wilibald.
Leopold schrijft aan Corinna dat ze kunnen vluchten om te trouwen, desnoods naar Schotland, maar hij zet zijn woorden niet in daden om. Na verloop van tijd beseft Corinna dat Leopold zich nooit van zijn moeder los zal kunnen maken en besluit daarom hun verloving te verbreken. Als reactie hierop doet Marcell haar een aanzoek en ten slotte trouwen hij en Corinna. Leopold is gekrenkt, maar kan zich (zo wordt het tenminste aangeduid in het boek) met Hildegard Munk troosten.